# The Elephant Never Forgets
The Elephant Never Forgets (em língua castelhana: El Elefante Nunca Olvida e em português: O Elefante Nunca se Esquece) é uma canção eletrônica do cantor Jean-Jacques Perrey inclusa no álbum Moog Indigo. A música é uma versão da Marcha Turca (4o movimento da composição As Ruínas de Atenas, de Ludwig van Beethoven). Ficou conhecida após ser a abertura da versão original da série Chaves.

## História
Em 1811, o compositor alemão Ludwig van Beethoven escreveu uma obra intitulada As Ruínas de Atenas, que seria estreada em Budapeste, capital da Hungria no ano seguinte. Uma das melodias neste trabalho, mais especificamente o trabalho número 4 intitulado Marcha Turca, foi uma canção em si bemol maior no tempo Vivace.
Este tema inspirou um pioneiro da música eletrônica francês chamado Jean-Jacques Perrey, que criou o single "The Elephant Never Forgets" com alguns não, Marcha Turca e alguns outros que eram de Beethoven. Este single pertence ao álbum Moog Indigo  de 1970 e é o nono single desse álbum. Um ano depois, O elefante nunca esquece  foi usado como o tema da introdução da série mexicana Chaves .

### Conflito com a Televisa
Por tê-la usado sem a devida autorização, a gigante emissora mexicana de televisão Televisa foi forçada a pagar à Vanguard Records e a Perrey pelo uso indevido da música por vários anos por Chespirito, sem pagamento de royalties ao cantor e à gravadora, nem permissão para seu uso. O caso foi encerrado em 2010, e Perrey recebeu uma indenização de um milhão de dólares.

## Na cultura popular
O tema "O elefante nunca esquece" foi utilizado no capítulo 11 da 1ª temporada intitulado "A filtração", da série 31 minutos de 2003. Os créditos finais imitam os créditos musicais de Chaves.